# بولوني - جان جوراس (مترو باريس)
بولوني - جان جوراس (بالفرنسية: Boulogne – Jean Jaurès)‏ هي محطة مترو تابعة لمترو باريس تقع في فرنسا في بولون-بيانكور.[بحاجة لمصدر]